# Керектелеки
Керектелеки (мађ. Kerékteleki) је веће насеље у Мађарској. Керектелеки је веће насеље у оквиру жупаније Комаром-Естергом.

## Положај
Налази се у југоисточном делу Кисалфолда, 9 километара од Кишбера, 10 километара од Мезеерша и 3,5 километара од најближег суседа Баршоњоша. Кроз њену административну територију пролази и магистрални пут 81 од Секешфехервара до Ђера, али кроз његове насељене делове пролази само пут 8221.

## Историја
Керектелеки се први пут спомиње у документима из 1237. године под именом Керегј. "Парцела" у његовом називу вероватно указује на место које је било уништено и остало празно. Године 1453, Пал Керекеш, капетан замка Тата, добио је место као краљевску донацију од краља Матијаша Хуњадија. Касније је освојен од стране Турака. У периоду 16-17. века, насеље је било напуштено, а савремени извори га поново спомињу 1739. године. Пресељење се може повезати са периодом после Ракоцијевог устанка, јер је до краја 18. века забележено 640 становника. Пре 1945. године, већина граница насеља припадала је Кисбери ергели. Керектелеки је 1950. године укључен у Веспрем округ Комаром. Становници насеља претежно се баве пољопривредом.

## Становништво
Током пописа из 2011. године, 85,7% становника изјаснило се као Мађари, 0,4% Роми, 0,3% Пољаци, 0,6% Немци (14,3% се није изјаснило; због двојног идентитета, укупан број већи може бити и 100%). Верска дистрибуција је била следећа: римокатолици 57,4%, реформисани 6,1%, лутерани 1,4%, гркокатолици 0,3%, неденоминациони 8% (26,1% се није изјаснило).
Следећи попис је био 2022. године када се 84,5% становништва се изјаснило као Мађари, 1,2% као Немци, 0,6% као Роми, 0,3% као Хрвати, 0,2-0,2% као Срби, Грци, Румуни и Русини, 1,7% као остали, не- домаће националности (15,2% се није изјаснило; због двоструког идентитета укупан број може бити већи од 100%). Према њиховој религији, 34,1% су били римокатолици, 4,3% реформирани, 1,9% лутерани, 0,3% гркокатолици, 0,8% остали хришћани, 1,7% остали католици, 12,2% неконфесионални (44,7% није одговорило).